# Soehrensia thelegona
Soehrensia thelegona ist eine Pflanzenart aus der Gattung Soehrensia in der Familie der Kakteengewächse (Cactaceae). Das Artepitheton thelegona leitet sich von den griechischen Worten thele für ‚Warze‘ sowie gonia für ‚Kante‘ ab und verweist auf die höckerigen Rippen der Art.

## Beschreibung
Soehrensia thelegona wächst strauchig mit wenigen Zweigen. Die Spitzen der niederliegenden bis kriechenden Triebe sind wenig erhobenen oder aufgerichtet. Die zylindrischen, dunkelgrünen Triebe weisen einen Durchmesser von 7 bis 8 Zentimeter auf und sind bis zu 2 Meter lang. Es sind etwa 12 niedrige Rippen vorhanden, die in auffällige sechseckige Höcker aufgelöst sind. Die auf den Höckerspitzen befindlichen Areolen sind kreisrund. Aus ihnen entspringen hellgelbe Dornen, die im Alter vergrauen und häufig dunkler gespitzt sind. Der einzelne Mitteldorn stehen ab und ist 2 bis 4 Zentimeter lang. Die sechs bis sieben nadeligen Randdornen  sind ausgebreitet und weisen eine Länge von 1 bis 2 Zentimeter auf. Die untersten Randdornen sind am längsten.
Die trichterförmigen, weißen Blüten öffnen sich in der Nacht. Sie sind bis zu 20 Zentimeter lang und besitzen einen Durchmesser von 15 Zentimetern. Ihre Blütenröhre ist mit rötlichen Borsten und Haaren besetzt. Die kugelförmigen bis eiförmigen, gelblichen bis rötlichen Früchte sind gehöckert und reißen auf. Sie weisen einen Durchmesser von bis zu 5 Zentimeter auf.

## Verbreitung, Systematik und Gefährdung
Soehrensia thelegona ist in den argentinischen Provinzen Jujuy, Salta und Tucumán auf trockenen Hängen in Höhenlagen von 500 bis 1000 Meter verbreitet.
Die Erstbeschreibung als Cereus thelegonus durch Frédéric Albert Constantin Weber wurde 1897 veröffentlicht. Boris O. Schlumpberger stellte die Art 2012 in die Gattung Soehrensia. Weitere nomenklatorische Synonyme sind Trichocereus thelegonus (F.A.C.Weber) Britton & Rose (1920) und Echinopsis thelegona (F.A.C.Weber) H.Friedrich & G.D.Rowley (1974).
In der Roten Liste gefährdeter Arten der IUCN wird die Art als „Vulnerable (VU)“, d. h. als gefährdet geführt.

## Nachweise